# Státní duma
Státní duma Federálního shromáždění Ruské federace (rusky Госуда́рственная ду́ма Федерального собрания Российской Федерации, zkráceně Ду́ма či Госду́ма – Gosduma, česky Duma či Státní duma) je dolní komora Federálního shromáždění Ruské federace.

## Popis
Státní duma se skládá z 450 poslanců, kteří jsou voleni na pětileté období (do roku 2011 voleni na čtyřleté). Dosavadní volby do komory proběhly v letech 1993, 1995, 1999, 2003, 2007, 2011, 2016 a 2021. Následující mají proběhnout v roce 2026. Volební práh pro vstup do komory je po volební reformě stanoven na 7 %, do roku 2005 to bylo 5 %.
V současnosti[kdy?] jsou v Dumě zastoupeny strany Jednotné Rusko (49,29 %), Komunistická strana Ruské federace (19,20 %), Spravedlivé Rusko (13,25 %) a Liberální demokratická strana Ruska (LDPR) (11,68 %).
Poslanec Státní dumy nemůže být zároveň členem Rady federace nebo jiných zastupitelských orgánů subjektů federace. Poslanci pracují na profesionálním základě a nemohou se zabývat výdělečnou činností kromě pedagogické, vědecké či jiné teoretické práce.
Ústava poslancům dumy zaručuje imunitu pro zadržení, věznění a prohlídku. Zbaveni imunity mohou být jen na návrh generálního prokurátora rozhodnutím příslušné komory.
Návrhy zákonů mohou dumě předkládat: prezident Ruské federace, členové Rady federace, poslanci Státní dumy, vláda Ruské federace, zákonodárné orgány subjektů Ruské federace a také Ústavní soud, Vyšší arbitrážní soud a Nejvyšší soud Ruské federace. Jmenované soudy mohou podávat návrhy zákonů jen v oblasti své působnosti. Jen se souhlasem vlády mohou být navrženy zákony o zavedení nebo zrušení daní, osvobození od jejich placení, o vydávání státních půjček, o změně finančních pravidel státu a jiné návrhy, které předpokládají stanovení výdajů z federálního rozpočtu.
Status Dumy je stanoven v hlavě 5 Ústavy Ruské federace.

## Pravomoci
1. Udělení souhlasu ke jmenování předsedy vlády
2. Rozhodnutí otázky důvěry vládě
3. Jmenování a odvolání předsedy Centrální banky Ruské federace
4. Jmenování a odvolání předsedy Účetní komory a poloviny jejích auditorů
5. Jmenování a odvolání Mluvčího pro lidská práva
6. Vyhlášení amnestie (tuto pravomoc má i prezident)
7. Podání obžaloby proti prezidentovi Ruské federace na jeho zproštění funkce

## Volby v roce 2021
| Strana                         | Strana                                                                            | Hlasy      | %      | +/−      | Křesla | +/−   | %      |
|                                | Jednotné Rusko (Единая Россия)                                                    | 32 379 135 | 49,32  | −14,98 ▼ | 238    | −77 ▼ | 52,88  |
|                                | Komunistická strana Ruské federace (Коммунистическая партия Российской Федерации) | 12 599 507 | 19,19  | +7,62 ▲  | 92     | +35 ▲ | 20,46  |
|                                | Spravedlivé Rusko (Справедливая Россия)                                           | 8 695 522  | 13,24  | +5,50 ▲  | 64     | +26 ▲ | 14,21  |
|                                | Liberálně-demokratická strana Ruska (Либерально-Демократическая Партия России)    | 7 664 570  | 11,67  | +3,43 ▲  | 56     | +16 ▲ | 12,45  |
|                                | Jabloko (Яблоко)                                                                  | 2 252 403  | 3,43   | +1,84 ▲  | 0      | ±0 ▬  | 0,00   |
|                                | Ruští patrioti (Патриоты России)                                                  | 639 119    | 0,97   | +0,08 ▲  | 0      | ±0 ▬  | 0,00   |
|                                | Správná věc (Правое дело)                                                         | 392 806    | 0,60   | —        | 0      | —     | 0,00   |
| Celkem (účast 60,20%)          | Celkem (účast 60,20%)                                                             | 64 623 062 | 100,00 | ±0,00 ▬  | 450    | ±0 ▬  | 100,00 |
| Zdroj: Ústřední volební komise |                                                                                   |            |        |          |        |       |        |

## Složení

### Státní duma 2007–2011
| 57   | 38 | 315 | 40   |
| KPFR | SR | JR  | LDPR |

### Státní duma 2011–2016
| 92   | 64 | 238 | 56   |
| KPFR | SR | JR  | LDPR |

### Státní duma 2016–2021
| 42   | 23 | 343 | 1  | 1  | 39   |
| KPFR | SR | JR  | GP | RO | LDPR |

Státní duma 2021-současnost
Související informace naleznete také v článku Ruské parlamentní volby 2021.
| 57   | 27 | 324 | 13 | 1  | 21   | 1  | 1  | 5   |
| KPFR | SR | JR  | NL | RO | LDPR | SR | OP | NEZ |